# اچ‌ام‌اس اینکونستانت (۱۸۶۸)
اچ‌ام‌اس اینکونستانت (۱۸۶۸) (به انگلیسی: HMS Inconstant (1868)) یک کشتی بود که طول آن ۳۳۷ فوت ۴ اینچ (۱۰۲٫۸ متر) بود. این کشتی در سال ۱۸۶۸ ساخته شد.